# Voiceless Eureka Prize
Il Voiceless Eureka Prize è un premio che viene assegnato annualmente fra quei lavori scientifici che permettono di ridurre l'utilizzo di animali o di prodotti animali nelle ricerche di laboratorio o nei test su farmaci o nei test su prodotti o per scopi educativi.
Il premio fa parte degli Eureka Prizes ed è organizzato dall'Australian museum e sponsorizzato da Voiceless, un fondo australiano per i diritti degli animali.